# Jesse Rath

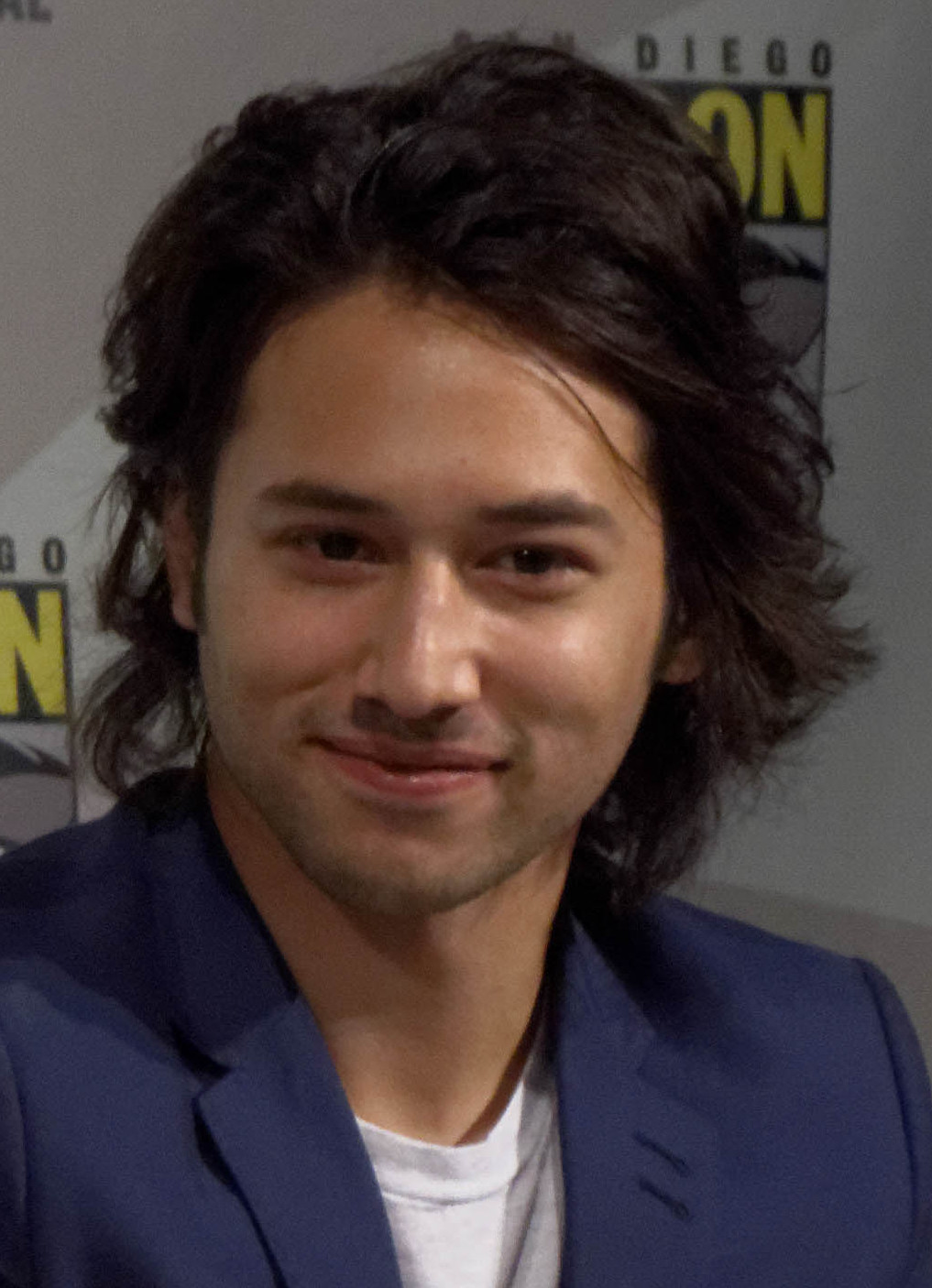
Jesse Rath (2013)

Jesse Rath  (* 11. Februar 1989 in Montreal, Québec) ist ein kanadischer Schauspieler, der vor allem durch die Fernsehserie 18 to Life bekannt wurde.

## Leben
Jesse Rath wuchs in seiner Geburtsstadt Montreal mit seiner älteren Schwester, der aus Being Human bekannten Schauspielerin Meaghan Rath auf. Seine Eltern sind beide Kanadier, sein Vater hat jedoch auch englische und österreichische Vorfahren und die Familie der Mutter stammte ursprünglich aus Goa, Indien.
Eine seiner ersten Filmrollen hatte Jesse Rath 2005 im Film Das größte Spiel seines Lebens. Nach einer dreijährigen Pause hatte er 2008 eine Rolle im Film Party Date – Per Handy zur großen Liebe inne. Zwischen 2009 und 2010 war er in einer wiederkehrenden Rolle in der Serie Aaron Stone zu sehen. Seine erste Serienhauptrolle war die des Carter Boyd in der auf CBC ausgestrahlten Serie 18 to Life, welche er von 2010 bis 2011 verkörperte. Es folgte eine Gastrolle in der Serie Mein Babysitter ist ein Vampir. Auch war Rath von 2011 bis 2013 in der Serie Mudpit zu sehen. Zwischen 2013 und 2014 spielte er in insgesamt vier Folgen der Serie Being Human den Robbie Malik, den Bruder von Sally Malik, welche von seiner Schwester Meaghan verkörpert wurde. Von 2013 bis 2015 hatte er als Alak Tarr in der Syfy-Serie Defiance und von 2018 bis 2021 als Querl "Brainy" Dox / Brainiac 5 in der The CW-Serie Supergirl eine Hauptrolle inne.

## Filmografie (Auswahl)
- 2005: Das größte Spiel seines Lebens (The Greatest Game Ever Played)
- 2008: Party Date – Per Handy zur großen Liebe (Picture This)
- 2009–2010: Aaron Stone (Fernsehserie, 16 Folgen)
- 2010–2011: 18 to Life (Fernsehserie, 25 Folgen)
- 2011–2013: Mudpit (Fernsehserie, 16 Folgen)
- 2012: The Good Lie
- 2012: Mein Babysitter ist ein Vampir (My Babysitter’s a Vampire, Fernsehserie, Folge 2x07)
- 2013: His Turn (Fernsehfilm)
- 2013–2014: Being Human (Fernsehserie, 4 Folgen)
- 2013–2015: Defiance (Fernsehserie, 35 Folgen)
- 2016: Code Black (Fernsehserie, Folge 1x16)
- 2016–2017: No Tomorrow (Fernsehserie, 13 Folgen)
- 2018–2021: Supergirl (Fernsehserie)